# پیمان آب‌های رود سند
پیمان آب‌های رود سند (IWT) معاهده‌ای برای توزیع آب بین پاکستان و هند برای استفاده از آب موجود در رود سند و شاخه‌های این رود است که کارهای تنظیم و مذاکرات آن توسط بانک جهانی انجام شد. این پیمان در ۱۹ سپتامبر ۱۹۶۰ در شهر کراچی میان جواهر لعل نهرو نخست‌وزیر هند و محمد ایوب خان رئیس‌جمهور پاکستان امضا شد.
این معاهده کنترل آب‌های سه «رود شرقی» (رود بیاس، راوی و ستلج) را به هند می‌دهد که میانگین کل دبی سالانه ۴۱ میلیارد متر مکعب دارند. کنترل سه «رود غربی» سند، چناب و جهلم که میانگین مجموع دبی سالانه آن‌ها ۹۹ میلیارد متر مکعب است نیز به پاکستان داده شد. هند کنترل ۳۰ درصد از کل آب‌های حمل‌شده توسط رودخانه‌ها را در اختیار گرفت، در حالی که پاکستان ۷۰ درصد را دریافت کرد. این معاهده به هند اجازه می‌دهد از آب رودهای غربی برای آبیاری محدود و استفاده‌های غیرمصرفی نامحدود مانند تولید برق، کشتیرانی، راندن شناور، پرورش ماهی و غیره استفاده کند. پیمان رود سند مقررات دقیقی را برای هند در پروژه‌های ساختمانی بر روی رودهای غربی وضع می‌کند. مقدمه معاهده حقوق و تعهدات هر کشور برای استفاده بهینه از آب رودهای حوضه سند با روحیه حسن نیت، دوستی و همکاری را به رسمیت می‌شناسد. اگرچه این معاهده مستقیماً به امنیت ملی مربوط نمی‌شود، پاکستان، که در پایین‌دست هند واقع شده، نگران این است که به ویژه در طول یک درگیری احتمالی، هند به‌طور بالقوه باعث سیل یا خشکسالی در پاکستان شود.
در زمان جنگ اول کشمیر در سال‌های ۱۹۴۸–۱۹۴۷ کنترل بر حقوق آب حوضه رود سند کانون مناقشه آبی میان هند و پاکستان بود. از زمان تصدیق این پیمان در ۱۹۶۰، با وجود چندین درگیری نظامی بین دو کشور، بیشتر اختلافات از طریق چارچوب قانونی ارائه‌شده توسط این معاهده حل و فصل شده است. به‌دنبال حمله پهلگام در ۲۳ آوریل ۲۰۲۵، این معاهده برای نخستین بار توسط دولت هند به حالت تعلیق درآمد.
معاهده آب‌های سند یکی از موفق‌ترین تلاش‌های مشترک آبی در جهان امروز به حساب می‌آید، اگرچه تحلیلگران نیاز به به‌روزرسانی برخی جزئیات فنی و گسترش دامنه توافق به منظور کاهش تغییر اقلیم را تأیید می‌کنند.